# Ricardo Valenzuela
Ricardo Jorge Valenzuela Rios (ur. 13 grudnia 1954 w Asunción) – paragwajski duchowny katolicki, biskup Caacupé od 2017.

## Życiorys
Święcenia kapłańskie otrzymał 12 grudnia 1982. W rodzinnej archidiecezji Asunción pełnił przede wszystkim funkcje duszpasterskie. Studiował także na rzymskim Papieskim Uniwersytecie Laterańskim, uzyskując tytuł licencjacki z prawa kanonicznego.
27 listopada 1993 papież Jan Paweł II mianował go biskupem pomocniczym Asunción przydzielając mu stolicę tytularną Casae Calanae. Sakry biskupiej udzielił mu w Rzymie 6 stycznia 1994 papież.
24 maja 2003 został biskupem polowym Paragwaju. 25 czerwca 2010 papież Benedykt XVI mianował go biskupem ordynariuszem diecezji Villarrica del Espíritu Santo. Ingres odbył się 22 sierpnia 2010.
29 czerwca 2017 papież Franciszek mianował go biskupem diecezji Caacupé. 30 lipca 2017 kanonicznie objął urząd.
W latach 2015–2018 wiceprzewodniczący Konferencji Episkopatu Paragwaju. 